# Nikolinci
Nikolinci (izvirno srbsko Николинци) je naselje v Srbiji, ki upravno spada pod Občino Alibunar; slednja pa je del Južnobanatskega upravnega okraja.

## Demografija
V naselju živi 986 polnoletnih prebivalcev, pri čemer je njihova povprečna starost 42,1 let (39,7 pri moških in 44,2 pri ženskah). Naselje ima 408 gospodinjstev, pri čemer je povprečno število članov na gospodinjstvo 3,04.
To naselje je izrazito [romunsko]] (glede na rezultate popisa iz leta 2002), a v času zadnjih treh popisov je opazno zmanjšanje števila prebivalcev.
|  |

| Demografija | Demografija     | Demografija     |
| Leto        | Št. prebivalcev | Št. prebivalcev |
| ----------- | --------------- | --------------- |
|             |                 |                 |
|             |                 |                 |
|             |                 |                 |
|             |                 |                 |
| 1948        | 2862            |                 |
| 1953        | 2820            |                 |
| 1961        | 2716            |                 |
| 1971        | 2377            |                 |
| 1981        | 1905            |                 |
| 1991        | 1634            | 1540            |
| 2002        | 1499            | 1240            |
|             |                 |                 |

| Etnična sestava po popisu iz leta 2002 | Etnična sestava po popisu iz leta 2002 | Etnična sestava po popisu iz leta 2002 | Etnična sestava po popisu iz leta 2002 | Etnična sestava po popisu iz leta 2002 |
| -------------------------------------- | -------------------------------------- | -------------------------------------- | -------------------------------------- | -------------------------------------- |
| Romuni                                 | Romuni                                 |                                        | 921                                    | 74,27%                                 |
| Romi                                   | Romi                                   |                                        | 143                                    | 11,53%                                 |
| Srbi                                   | Srbi                                   |                                        | 129                                    | 10,40%                                 |
| Madžari                                | Madžari                                |                                        | 9                                      | 0,72%                                  |
| Jugoslovani                            | Jugoslovani                            |                                        | 6                                      | 0,48%                                  |
| Muslimani                              | Muslimani                              |                                        | 5                                      | 0,40%                                  |
| Makedonci                              | Makedonci                              |                                        | 4                                      | 0,32%                                  |
| Črnogorci                              | Črnogorci                              |                                        | 3                                      | 0,24%                                  |
| Slovaki                                | Slovaki                                |                                        | 3                                      | 0,24%                                  |
| Nemci                                  | Nemci                                  |                                        | 2                                      | 0,16%                                  |
| Hrvati                                 | Hrvati                                 |                                        | 1                                      | 0,08%                                  |
| Vlahi                                  | Vlahi                                  |                                        | 1                                      | 0,08%                                  |
| Albanci                                | Albanci                                |                                        | 1                                      | 0,08%                                  |
| Neznano                                | Neznano                                |                                        | 8                                      | 0,64%                                  |